# Mari Santtos
Mariana Santos (São Paulo, 17 de outubro de 1990), mais conhecida pelo pseudônimo Mari Santtos, é uma quadrinista brasileira. Formada em Artes Visuais em 2012, desde então passou a trabalhar com ilustração. Em 2015, publicou sua primeira história em quadrinhos: A Máscara de Togi. A partir de 2016, começou a publicar as tirinhas Toda Mari no site Gota de Areia. Em 2019, Mari ganhou o Prêmio Angelo Agostini na categoria "melhor lançamento" por seu trabalho na HQ Gibi de Menininha.
Em 2022, Mari Santtos ganhou o Prêmio Angelo Agostini de melhor lançamento independente pelo livro Não Ligue, Isso É Coisa de Mulher!, produzido em parceria com diversas quadrinistas brasileiras.